# 广州市城市规划勘测设计研究院
广州市城市规划勘测设计研究院有限公司（简称广州市规划院）成立于1953年，是一所位于中国广东省广州市的规划勘测设计研究单位。该院拥有城市规划、测绘地理信息、建筑设计、市政与景观、岩土工程、工程管理与咨询六大专业，现有员工近3000人，其中，硕士以上学历超过三分之一，高级职称近五分之一。拥有各类甲级资质31项，建院至今获国家、部省市级各类工程勘察设计奖及科技进步奖超过2000项，拥有各类自主知识产权超过500项，现有广东省重点实验室1个，广州市级研发平台3个。拥有19个分支机构，在北京、上海、武汉、深圳成立了研发中心。